# Vincenzo Righini

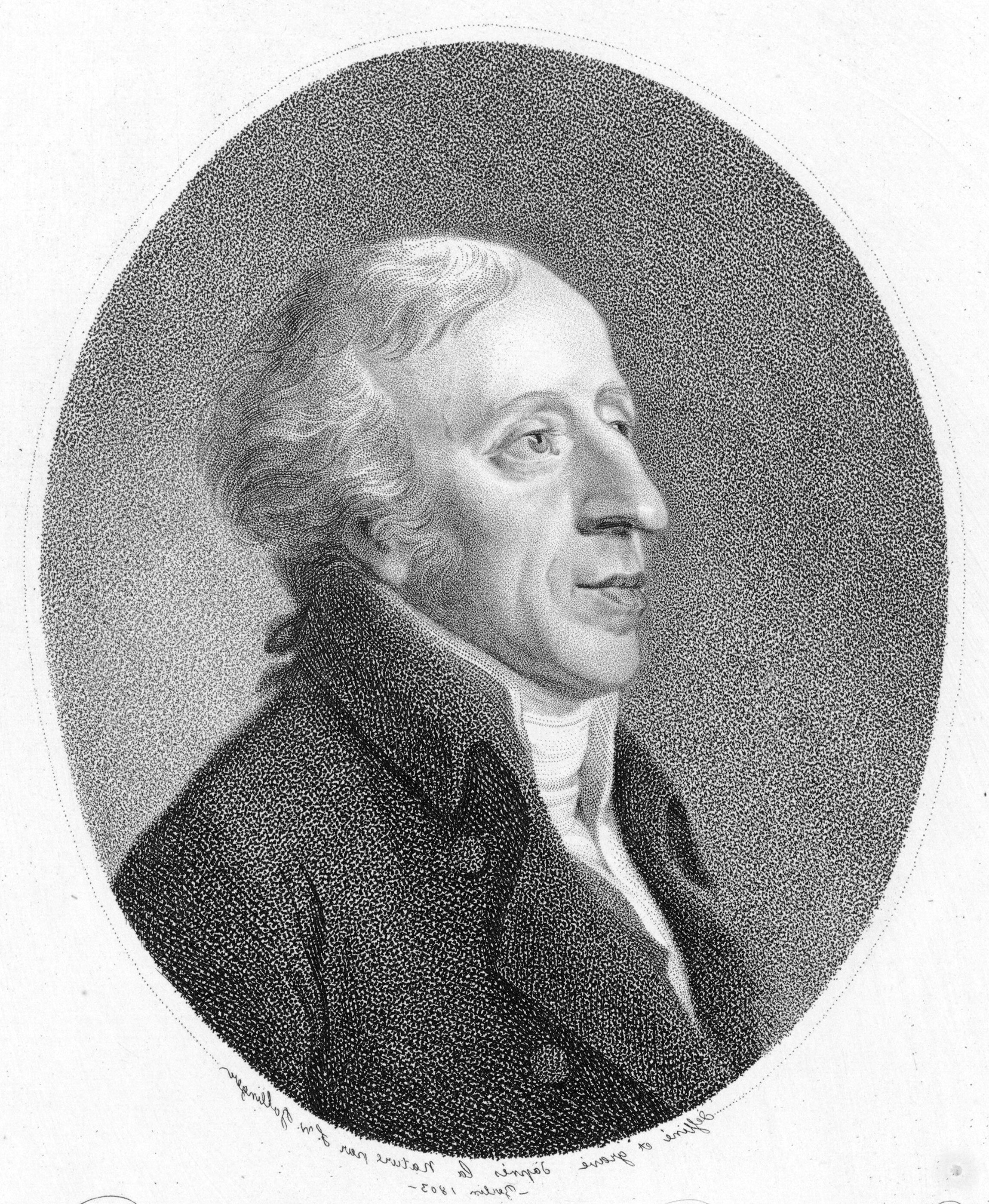
Vincenzo Righini

Vincenzo Righini (* 22. Januar 1756 in Bologna; † 19. August 1812 ebenda) war ein italienischer Komponist und Opernsänger (Tenor).

## Leben
Vincenzo Righini erhielt seine Ausbildung an der Accademia Filarmonica in Bologna, bei Padre Martini. Erste Auftritte sind um 1769 in Florenz und 1770 in Rom belegt. Danach war er als Tenor in der Prager Operntruppe von Giuseppe Bustelli angestellt, für die er auch Opern komponierte. Er wirkte von 1777 bis 1788 als Gesangslehrer und Komponist in Wien. Während eines Auslandsaufenthaltes von Antonio Salieri war Righini 1787 für mehrere Monate stellvertretender Hofkapellmeister. Zu seinen Wiener Schülerinnen zählten unter anderem Josepha Weber und Maria Theresia Paradis.
1788 trat Righini als Hofkapellmeister in den Dienst des Kurfürsten von Mainz Friedrich Karl Joseph von Erthal. Da Righini 1793 als preußischer Hofkapellmeister nach Berlin berufen wurde, wurde Righinis Stelle in Mainz von Franz Xaver Sterkel übernommen. In Berlin lernte er die Opernsängerin Henriette Kneisel kennen und heiratete sie 1794. Die Ehe wurde allerdings bereits 1800 wieder geschieden. Righini avancierte auch in seiner Mainzer Zeit zu einem Gesangslehrer von beachtlichem Renommee, u. a. für Bettina von Arnim und möglicherweise Prinzessin Elisabeth von Württemberg.
Unter seinen Kompositionen, in welchen neben dem italienischen Element das deutsche bereits entschieden zur Geltung gelangt, sind besonders hervorzuheben die Missa solemnis in d-Moll zur Krönung Kaiser Leopolds II. (Frankfurt, 1790) und 1809 ein Te Deum zur Feier der Rückkehr des Königspaares aus Königsberg. Righini war ab 1793, zuerst mit Johann Friedrich Reichardt und ab 1795 mit Friedrich Heinrich Himmel Direktor der italienischen Hofoper.
Als ab 1797 Friedrich Wilhelm III. die Hofmusik reduzierte, wurde Righini von zahlreichen Aufgaben freigestellt und begann Konzertreisen, die ihn nach Hamburg, Ludwigslust und Italien führten.
Righini schrieb mehr als 20 Bühnenwerke, darunter: Armida, Atalanta e Meleagro, Enea nel Lazio, Tigrana und Gerusalemme Liberata. Außerdem komponierte er Kirchenmusik, weltliche Kantaten, einige Instrumentalwerke und zahlreiche Gesangskompositionen, darunter über 150 zum großen Teil deutsche Lieder, welche jedoch, ebenso wie seine Opern nach seinem Tode, bald in Vergessenheit gerieten.
1790/91 schrieb Beethoven seine Vierundzwanzig Variationen über die Ariette „Venni Amore“ von Vincenzo Righini für Klavier (D-Dur) WoO 65.
Righini starb 1812 nach längerer Krankheit auf einer Erholungsreise in seiner Geburtsstadt Bologna.

## Werke
- Merope, Oper, UA Prag 1776

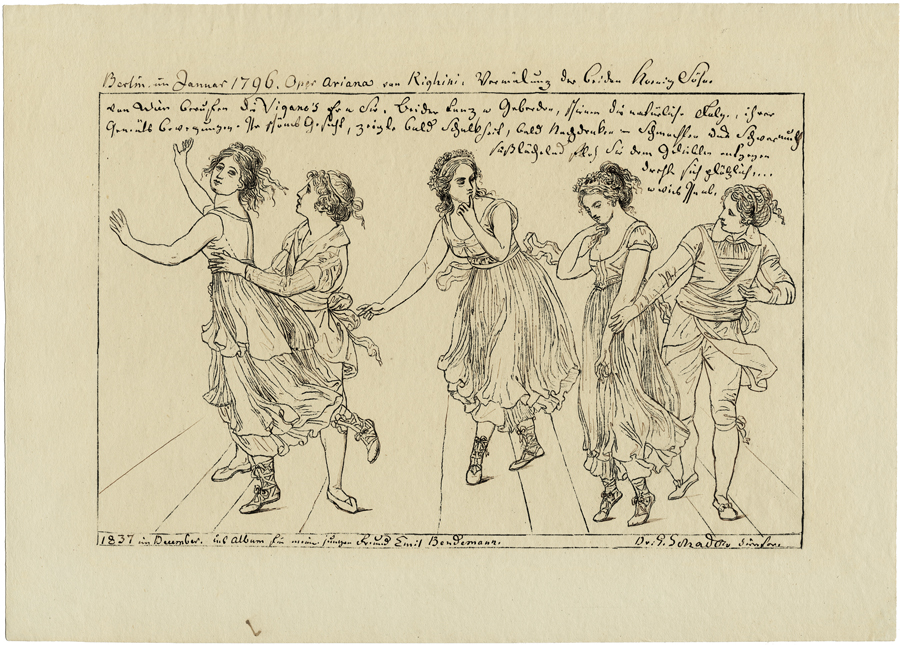
Maria und Salvatore Viganò in der Oper Il trionfo d’Arianna (Berlin, Januar 1796)

- Il convitato di pietra o sia Il dissoluto, Oper, UA Wien 1777
- La vedova scaltra, Oper, UA Wien 1778
- Armida, Oper, UA Wien 1782
- L’incontro inaspettato ossia Lo sposo confuso, Oper, UA Wien 1785
- Il demogorgone ovvero Il filosofo confuso, Oper, UA Wien 1786
- Krönungsmesse, Frankfurt 1790
- Alcide al bivio, Oper, UA Koblenz 1790
- Enea nel Lazio, Oper, UA Berlin 1793
- Il trionfo di Arianna, Oper, UA Berlin 1793
- Atalanta e Meleagro, Oper, UA Berlin 1797
- Tigrane, Oper, UA Berlin 1800
- La selva incantata / Gerusalemme Liberata ossia Armida al campo de’ Franchi, Oper (in zwei Teilen), UA Berlin 1803
- Te Deum laudamus, Berlin 1809